# 丁格尔施泰特
丁格尔施泰特（德語：Dingelstädt，發音：[ˈdɪŋl̩ˌʃtɛt] ⓘ）是德国图林根州艾希斯费尔德县的城市，面积118.63平方千米，2023年12月31日人口为10,789人。

## 历史
2019年1月1日，市镇黑尔姆斯多夫、凯弗豪森、克罗伊茨埃布拉和锡尔伯豪森并入丁格尔施泰特。2023年1月1日，市镇安罗德和丁瓦尔德解散，安罗德的市辖区比肯里德、采拉和丁瓦尔德的市辖区贝伯施泰特、许普施泰特并入丁格尔施泰特。2024年1月1日，市镇罗德贝格解散，其市辖区施特鲁特并入丁格尔施泰特。